# Francesco Saverio Quadrio
Francesco Saverio Quadrio, né à  Ponte le 1er décembre 1695, et mort à Milan le 21 novembre 1756 , était un prêtre jésuite, érudit et littérateur italien.

## Biographie
Francesco Saverio Quadrio nait à Ponte in Valtellina le 1er décembre 1695. Après avoir achevé de très-bonne heure ses études littéraires, il se rend à Pavie pour y suivre des cours de jurisprudence et se fait jésuite. Vers l’âge de vingt ans, il commence à enseigner les humanités à Padoue et après cinq années il est envoyé à Bologne. Il y étudie la théologie et donne des leçons, en qualité de répétiteur ou de maître de conférences au collège de St-Xavier. Il se livre ensuite à la prédication : il explique les Saintes Écritures à Venise et à Modène ; après quoi il retourne à Padoue pour y être préfet des classes. C'est alors qu’il compose deux livres intitulés Della poesia italiana, imprimés à Venise, en 1734, sous le nom fictif de Giuseppe Maria Andrucci, par les soins de Anton Federigo Seghezzi et d’Apostolo Zeno.
Encouragé par Giulio Cesare Cordara, il entreprend une histoire générale de la poésie, histoire qui devait embrasser tous les pays, tous les genres. Cette entreprise exige de longues recherches  coùùe visiter les bibliothèques de Venise, de Milan, de Bologne. Entre les années 1734 et 1743, il séjourne à Modène et à Borgo San-Donino. En 1743, il se rend à Rome, où le supérieur général de la Compagnie de Jésus et le pape Benoît XIV l’accueillent avec bienveillance. Sensible à ces témoignages, il écrit un long mémoire où il expose sa propre situation, l’état de ses affaires et de ses travaux, et le remet au souverain pontife. L’impression de son ouvrage, commencée à Venise et à Bologne, se poursuit à Milan. Il devient inquiet pour les dettes qu’il a contractées pour se faire imprimer. Il sollicite et obtint de ses supérieurs la permission de passer quelque temps à la campagne pour rétablir sa santé affaiblie. Il part précipitamment de Milan au mois de mai 1744 pour Côme, et quitte l’habit de jésuite. Entré en Suisse, il écrit de Zurich, puis de Coire, des lettres au Saint-Père pour se justifier et reçut de Benoît XIV des réponses bienveillantes. Toutefois Quadrio refuse les chaires que des villes protestantes s’empressent de lui offrir, et il soutient à Bâle plusieurs disputes contre les théologiens réformés.
Le goût des lettres l’attire à Paris. Il reste en France jusqu’à la fin de mai 1747, et il a des relations avec des personnages comme le cardinal de Tencin et Voltaire. De retour en Italie et après quelques mois de séjour à Ponte, il fait un nouveau voyage à Rome, en 1748, et obtient de Benoît XIV l’autorisation de porter l’habit de prêtre séculier pendant trois ans. Le pontife (quel saggio pontefice, disent les biographes italiens de Quadrio) lui fournit des moyens de subsister et lui donne des lettres de recommandation pour le cardinal Querini, évêque et mécène de Brescia.
En avril 1751, le pape lui confère, deux canonicats, et le dispense de porter le costume des jésuites. Dès le mois de septembre de la même année, il est présenté au comte Gian Luca Pallavicini, gouverneur de Milan, qui le prend pour bibliothécaire. Pallavicini quitte le gouvernement en 1753 mais continue de s’occuper du sort de Quadrio qui reste à Milan et se retire dans le couvent des barnabites, où le 21 novembre 1756.

## Œuvres
Il termine sa carrière laissant  un traité de médecine manuscrit, un abrégé qu’il a composé en cédant aux conseils de Morgagni, un de ses amis. On conserve aussi à Venise, dans la bibliothèque des jésuites, une botanique universelle écrite de sa main, et on lui attribue une grande partie d’un ouvrage de Jacques Zannechelli (fils) sur le même sujet. Il avait fait, à l’âge de trente-trois ans, un poème intitulé Il cavaliere errante, en soixante chants ; mais depuis, il le condamna, dit-on, aux flammes.
Dans le cours des six dernières années de sa vie, il a publié à Milan plusieurs ouvrages, à commencer par une lettre sur les titres honorifiques, imprimée en 1751. En la même année, il a inséré dans un recueil intitulé Borlanda impasticciata, in-4°, des vers runiques (versi in lingua runica di Skogon knufa), retrouvés dans la bibliothèque Magliabechi. Sa Lettera intorno alla sferistica, sur le jeu de paume des anciens, est de la même date. Il n’existait qu’une ancienne et rare édition (donnée vers 1480) de la traduction des sept Psaumes pénitentiaux, en vers italiens, par le Dante : Quadrio, en y ajoutant d’autres vers pieux de ce poète et des observations littéraires, en fit paraître une édition nouvelle, en 1752, in-8°. Ce livre a été réimprimé à Bologne, en 1753, petit in-4°. En 1755, Quadrio publia, toujours à Milan, les deux premiers volumes, petit in-folio, de ses Dissertazioni critico-storiche intorno alla Rezia (la Rhétie) di qua dalle Alpi, oggi detta Valtellina (le 3e tome, quoique portant la date de 1756, ne parut que deux ans après la mort de l’auteur). recherches sur les antiquités de la Valteline sont précédées d’un exposé des motifs qui avaient déterminé le P. Quadrio à changer d’état. L’ouvrage était dédié à Benoît XIV, qui, de sa main, écrivit à l’auteur le 3 janvier 1756, une lettre de remercîments très-affectueuse. Il y a de plus, dans la Raccolta Milanese de 1756, un opuscule de Quadrio ayant pour titre : Lettera intorno all’origine ed alla propagazione delle lingue. Nous avons indiqué son histoire de la poésie italienne, en deux livres ; c’était l’essai de l’ouvrage volumineux par lequel il est principalement connu : Della storia e della ragione d’ogni poesia, 7 t. in-4°. Le premier volume avait été imprimé à Venise en 1736 ; il reparut à Bologne en 1739 : les suivants sont de Milan, 1741-1759 ; et dans le frontispice des deux derniers, l’auteur prend le titre d’abate au lieu de della Compagnia di Gesù. Si cette publication a été conduite à son terme, on le doit aux soins du marquis Trivulzio et du comte Pallavicini, car l’auteur ne trouvait plus d’imprimeurs ni de libraires. Quadrio a voulu associer partout l’histoire à la théorie (storia e ragione). Le tome 1er a pour objet la nature de la poésie, ses formes, sa matière et son instrument ou son langage, c’est-à-dire la versification. L’auteur distingue ensuite trois grandes espèces de poésies, qu’il désigne par les noms de mélique, dramatique, épique. Il comprend dans la première, avec les poésies chantées, toutes celles qui sont assujetties à des cadences particulières : le sonnet, le rondeau et jusqu’aux madrigaux, épigrammes, énigmes, emblèmes ; les tomes 2 et 3 correspondent à cette première classe. Les deux suivants sont consacrés à la poésie dramatique : tragédies, comédies, tragi-comédies, pastorales, etc. La poésie épique, sous laquelle Quadrio range les poèmes didactiques, remplit le sixième volume ; et le septième renferme des additions, des corrections, une table enfin, à laquelle on est souvent forcé de recourir ; car il ne règne pas assez d’ordre dans l’ouvrage pour que les recherches immédiates y soient toujours praticables. Quoi qu’il en soit, ce travail, par son étendue et par son utilité, a mérité l’estime des littérateurs instruits qui vivaient au milieu du XVIIIe siècle. Les Italiens l’ont généralement préféré à celui de Crescimbeni, qui d’ailleurs ne concernait que leur poésie vulgaire. Entre les jésuites hommes de lettres qui ont aidé Quadrio de leurs lumières, on cite avec Cordara, Andrea Zuccheri, Jacopo Belgrado et Giovanni Battista Noghera. Hors de cette société, il a eu pour amis ou pour protecteurs Domenico Lazzarini, Jean-Baptiste Morgagni, Angelo Maria Querini et  Benoît XIV.